# Nychiodes obscuraria
Nychiodes obscuraria is een vlinder uit de familie spanners (Geometridae). De wetenschappelijke naam is voor het eerst geldig gepubliceerd in 1789 door de Villers.
De soort komt voor in Europa.